# Cokerie Paris-Sud
La cokerie Paris-Sud est une cokerie gazière située sur les communes d'Alfortville et de Choisy-le-Roi, dans le Val-de-Marne, en France.

## Situation
La cokerie Paris-Sud est située dans le parc d'activités Val-de-Seine, rue du Capitaine-Alfred-Dreyfus, entre les communes d'Alfortville et de Choisy-le-Roi.

## Historique
Construite en 1955, cette cokerie est l'œuvre des architectes Henri Marty et Louis Marty. 

## Œuvre
Une mosaïque monumentale représentant le feu, œuvre du peintre Fernand Léger, se trouve sur le bâtiment administratif,. Gaz de France en avait passé commande en 1954. L'œuvre a été réalisée après la mort de Léger par sa femme Nadia. La maquette de cette mosaïque est exposée au musée national Fernand-Léger de Biot,. La mosaïque est aujourd'hui menacée. Plusieurs personnalités, dont Bernard Klein, ancien directeur adjoint d'EDF international, ont entrepris une action pour que l'oeuvre soit préservée.

## Protection
Les garages-vestiaires, le bâtiment administratif, la galerie de liaison, le laboratoire et le bâtiment social de la cokerie Paris-Sud sont inscrits aux monuments historiques depuis le 12 avril 2011.